# 오픈 샌드위치

노르웨이의 오픈 샌드위치

오픈 샌드위치(open sandwich)는 빵 위에 여러 가지 음식을 올리고 그 위에 빵을 덮지 않은 샌드위치를 말하며, 브레드 베이저(bread baser) 또는 타르틴(tartine)이라고도 한다.
중세 프랑스에서는 두껍고 단단한 빵을 일컬어 '나무 쟁반'이라는 의미의 단어인 트라셰(tranches)로 불렀으며, 저녁 식사 후 후식으로 각종 음식을 얹은 트라셰를 먹거나 부랑자 등에게 대접했던 것에서 오픈 샌드위치가 유래했다.

## 같이 보기
- 부터브로트